# 102234 Olivebyrne
102234 Olivebyrne è un asteroide della fascia principale. Scoperto nel 1999, presenta un'orbita caratterizzata da un semiasse maggiore pari a 2,3908462 au e da un'eccentricità di 0,2199574, inclinata di 1,94263° rispetto all'eclittica.